# Parisertoast
Parisertoast kommer fra Frankrig, hvor den hedder en croque-monsieur. Den  består af ost og skinke mellem to skiver toastbrød og stegt på pande eller grillet. Den serveres normalt med smeltet comté over.
I Frankrig findes også en croque-madame. Det er en croque-monsieur med et spejlæg på.
Parisertoasten blev populær i Danmark i en frossen udgave, der bare skulle varmes i en speciel ovn. Den fandt hurtigt ud til ungdomsklubber og cafeterier og blev meget populær blandt unge mennesker.[kilde mangler]

## Historie
I 1910 blev en croque-monsieur serveret første gang på en café på Boulevard des Capucines i Paris. Det menes, at ideen til den kommer fra Australien og Indonesien, hvor man har benyttet ristet brød på samme måde. Ordets oprindelse er uklar; croque betyder også grillet/sprød på fransk, men hvordan monsieur og madame er kommet til vides ikke.

## Varianter
Af andre slags toast er "Cowboytoast" og "Hawaii Toast".